# Bill Pataky
William Andrew Pataky, detto Bill (Windsor, 12 maggio 1930 – Sarnia, 24 giugno 2004), è stato un cestista canadese.

## Carriera
Ha disputato con il Canada i giochi olimpici del 1952, segnando 25 punti in 6 partite.